# Юрківський заказник
Юркі́вський заказник — ботанічний заказник місцевого значення в Україні. Об'єкт розташований на території Уманського району Черкаської області, квартал 61, виділ 7 Юрківського лісництва. 
Площа — 3,5 га, статус отриманий 12 січня 1982 року.